# V706 Возничего
V706 Возничего (лат. V706 Aurigae) — двойная затменная переменная звезда типа W Большой Медведицы (EW) в созвездии Возничего на расстоянии (вычисленном из значения параллакса) приблизительно 5180 световых лет (около 1588 парсеков) от Солнца. Видимая звёздная величина звезды — от +18,52m до +17,9m. Орбитальный период — около 0,2856 суток (6,8544 часов).